# Нгуєн Фук Тон
Нгуєн Фук Тон (*阮福瀕; 18 липня 1620 — 30 квітня 1687) — 4-й правлячий тюа (князь) Дангчонгом (Південний Дайв'єтом) в 1648—1687 роках.

## Життєпис
Походив з роду Нгуєн. Другий син Нгуєн Фук Лана. Народився 1620 року. 1636 року разом з родиною перебирається до нової столиці Фусуан. 1648 року після смерті батька спадкує владу. Прийняв титул Зионг-куангконг (герцог Зионг).
Невдовзі за цим зазнав вторгнення тю Чинь Чанга, якому в битві біля Чионг Дук завдав рішучої поразки. Водночас надав китайцям на чолі із якимось Чжаном (тут він став відомим як Чан Тхионг Сюен), що тікали перед наступом маньчжурів з Південної Мін, можливість переселитися до південних провінцій. Це суттєво посилило економічну потугу держави.
1652 року вирішив розширити свої володіння на північ, почавши наступ проти тюо Чинь. 1653 року було зайнято провінцію Куангбінь, 1654 року — Хатінь. 1655 року при захопленні провінції Нгеан командуючи Нгуєна пересварилися між собою, що дозволило армії Чинь поодинці завдати тим поразки, а потім відвоювати усі провінції, втрачені у 1653—1654 роках. Водночас здійснив військову кампанію проти князівства чамів Пандуранг, яке знову визнало зверхність Нгуєнів.
1658 року війська Нгуєна допомогли Баром Рачеа V захопити трон Камбоджі. Натомість останній визнав зверхність Фук Тона та зобов'язався сплачувати щорічну данину, а також в'єти отримали рівні права з кхмерами в Камбоджі. 1661 року Нгуєн Фук Тон відбив напад тюа Чинь Така.
За цим володар Дангчонга зосередив зусилля на підкорення південних вождіств, активно розширювалася територія навколо Прей Нокор, який перетворився на важливий порт зовнішньої торгівлі..
1672 року Нгуєн Фук Тон відбив черговий напад військ Чинь, після чого 1673 року було укладено перемир'я, що визначило кордоном річку Лінь. З цього часу війни припинилися з північчю на 100 років.
На початку 1680-х років прийняв нову групу китайських мігрантів на чолі із Ши Лоном, що прибули з Тайваня, коли там постала влада імперії Цін. 1683 року засновано місто Мітхо. Помер Нгуєн Фук Тон 1687 року. Йому спадкував син Нгуєн Фук Чан.